# Gerhard Grimmer
Gerhard Grimmer (Katharinaberg, Alemania nazi; 6 de abril de 1943-Seligenthal, Alemania; 9 de octubre de 2023) fue un esquiador de Alemania especialista en esquí de fondo.

## Carrera

### Juegos Olímpicos
| Año  | Edad | 15 km | 30 km | 50 km | Relevo 4 x 10 km |
| ---- | ---- | ----- | ----- | ----- | ---------------- |
| 1968 | 24   | 29    | 15    | DNS   | 7                |
| 1972 | 28   | —     | —     | —     | 6                |
| 1976 | 32   | 49    | 16    | 5     | DNF              |

### Campeonato Mundial
| Año  | Edad | 15 km | 30 km | 50 km  | Relevo 4 x 10 km |
| ---- | ---- | ----- | ----- | ------ | ---------------- |
| 1966 | 22   | —     | —     | 9      | 9                |
| 1970 | 26   | —     | Plata | Bronce | Plata            |
| 1974 | 30   | Plata | 6     | Oro    | Oro              |

### Otros títulos
- Holmenkollen Ski Festival (2): 1970, 1971
- Campeonato de Esquí de Alemania Democrática en 15 km (7): 1966, 1967, 1969, 1970, 1971, 1974, 1975
- Campeonato de Esquí de Alemania Democrática en 30 km (5): 1965, 1967, 1970, 1971, 1974
- Campeonato de Esquí de Alemania Democrática en 40 km (1): 1975
- Campeonato de Esquí de Alemania Democrática en 50 km (5): 1967, 1970, 1973, 1974, 1975
- Campeonato de Esquí de Alemania Democrática en Relevo 4 x 10 km (3): 1965, 1970, 1973

### Distinciones
- Medalla Holmenkollen en 1975.
- Orden Patriótica al Mérito en 1974 y 1976.
- Bandera del Trabajo en 1988.